# Conseil des écoles catholiques du Centre-Est
ecolecatholique.ca
Le Conseil des écoles catholiques du Centre-Est (CECCE), fondé en 1998, est l'une des 84 institutions élues démocratiquement qui assurent le fonctionnement des écoles financées par le Gouvernement ontarien au Canada et l'une des 12 à le faire en français.
Le droit à une éducation en langue française au Canada est enchassé dans l'article 23 de la Charte canadienne des droits et libertés.

## Les conseils scolaires en Ontario
Les conseillers scolaires sont élus aux quatre ans au suffrage universel. Leurs responsabilités leur sont dévolues par la Loi sur l'éducation de l'Ontario. Ils établissent les politiques du Conseil scolaire et en délèguent l'exécution à la direction de l'éducation.
Pour être éligible au poste de conseiller scolaire une personne doit :
- Résider sur le territoire du conseil ;
- Être contribuable du conseil ;
- Être citoyenne canadienne ;
- Être âgée de 18 ans ou plus ;
- Être catholique ;
- Avoir le droit de voter ;
- Ne pas être contrainte à siéger au conseil par une loi.

## Historique
Lors de l'établissement du système d'éducation scolaire moderne en Ontario par Egerton Ryerson au milieu du XIXe siècle, le français n'a pas de statut particulier, mais son enseignement est toléré,.
En 1901, l'anglais devient la langue officiel des écoles publiques de l'Ontario et en 1911 l'anglais devient la langue d'enseignement en Ontario,.
Jusqu'en 1927, l'enseignement en français est interdit, mais ce n'est qu'en 1968, qu'il est légalisé au primaire et un peu plus tard au secondaire,,.
En 1979, on inaugure la première école secondaire catholique, le Collège catholique Samuel-Genest.
En 1984, certaines dispositions des lois régissant l'enseignement en français en Ontaio sont jugées inconstitutionnelles. Ce qui permettra la création, à Toronto, du premier conseil scolaire francophone puis en 1988, suivra celui d'Ottawa-Carleton.
En 1998, le gouvernement de l'Ontario consolide les conseils scolaires. Leur nombre passe de 167 à 72, dont 12 de langue française. Le Conseil des écoles de langue française de Centre-Est qui deviendra par la suite le CECCE a été fondé. Sa mission est de fournir une éducation en langue française de haute qualité basée sur des valeurs chrétiennes.

## Le CECCE aujourd'hui
Le CECCE régit les écoles catholique francophone de son territoire, soit le Centre-Est de l'Ontario.
On y compte 45 écoles élémentaires, 13 écoles secondaires, une école pour adultes et une académie d'apprentissage virtuel.
Le domaine d'intervention du CECCE occupe une superficie de 33 543 km2  et couvre les territoires suivants : 
- Région d'Ottawa ;
- Région de Brockville-Kingston ;
- Région de Carleton Place-Merrickville-Marionville ;
- Région de Trenton ;
- Région de Pembroke.

Les écoles et collèges du CECCE offrent une éducation à la petites enfance, l'éducation primaire, l'éducation secondaire, l'éducation aux adultes. Ils offrent différents programmes aux élèves dont le baccalauréat international, les Médi'Arts et des classes natures,.
L'ensemble de ce dispositif d'enseignement est fréquenté par 25 500 élèves, encadrés par 2 457 enseignants, éducateurs, personnels spécialisés et professionnels.
Le siège du CECCE est localisé à Gloucester, Ottawa.

### Liste des conseillers scolaires du CECCE
Le CECCE est divisé en onze secteurs. Chacun de ces secteurs est représenté par un conseiller élu.
- Michel Charron, conseiller du secteur 1 - Hastings, Prince Edward, Frontenac, Lennox et Addington ;
- Diane Burns, conseillère du secteur 2 - Lanark, Leeds et Grenville ;
- Robert Lemelin, conseiller du secteur 3 - Renfrew et South Algonquin ;
- Jolène Savoie-Day, conseillère du secteur 4 - Kanata-Nord, West Carleton-March, Stittsville, Collège et Kanata-Sud ;
- Chad Mariage, conseiller du secteur 5 - Barrhaven, Knoxdale-Merivale, Rideau-Goulbourn et Gloucester-Nepean-Sud ;
- Valérie Assoi, conseillère du secteur 6 - Baie, Rideau-Vanier, Somerset, Kitchissippi et Capitale ;
- Robert Rainboth, conseiller du secteur 7 - Innes ;
- Daniel Boudria, vice-président et conseiller du secteur 8 - Cumberland ;
- Johanne Lacombe, présidente et conseillère du secteur 9 - Orléans ;
- Monique Briand, conseillère du secteur 10 - Gloucester ;
- André Thibodeau, conseiller du secteur 11 - Beacon Hill-Cyrville et Rideau-Rockcliffe.

### Liste des écoles du CECCE

#### Écoles élémentaires

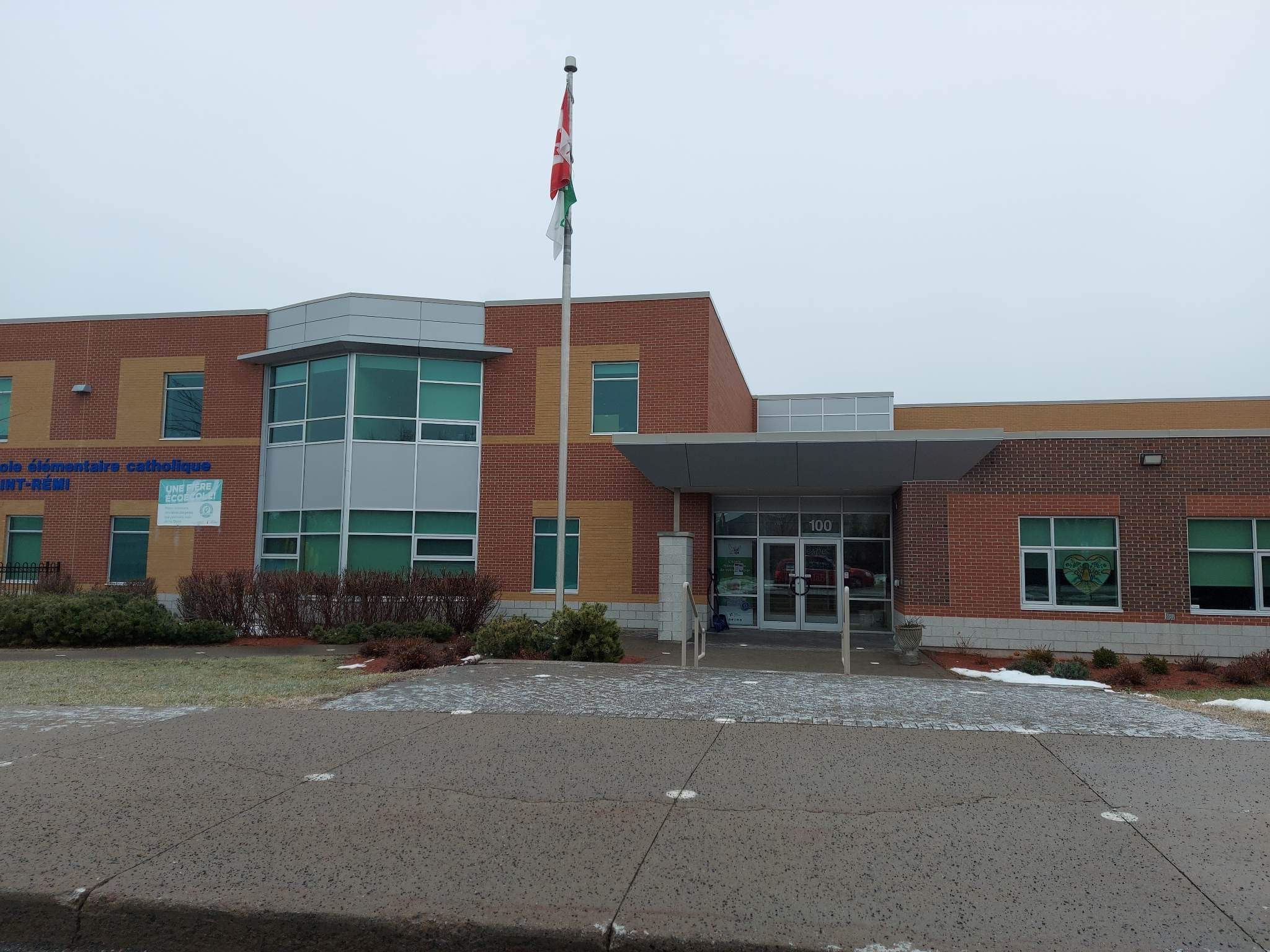
École élémentaire catholique Saint-Rémi

- École élémentaire catholique Saint-Jean-Paul IIAcadémie catholique Ange-Gabriel ;
- Académie catholique Notre-Dame ;

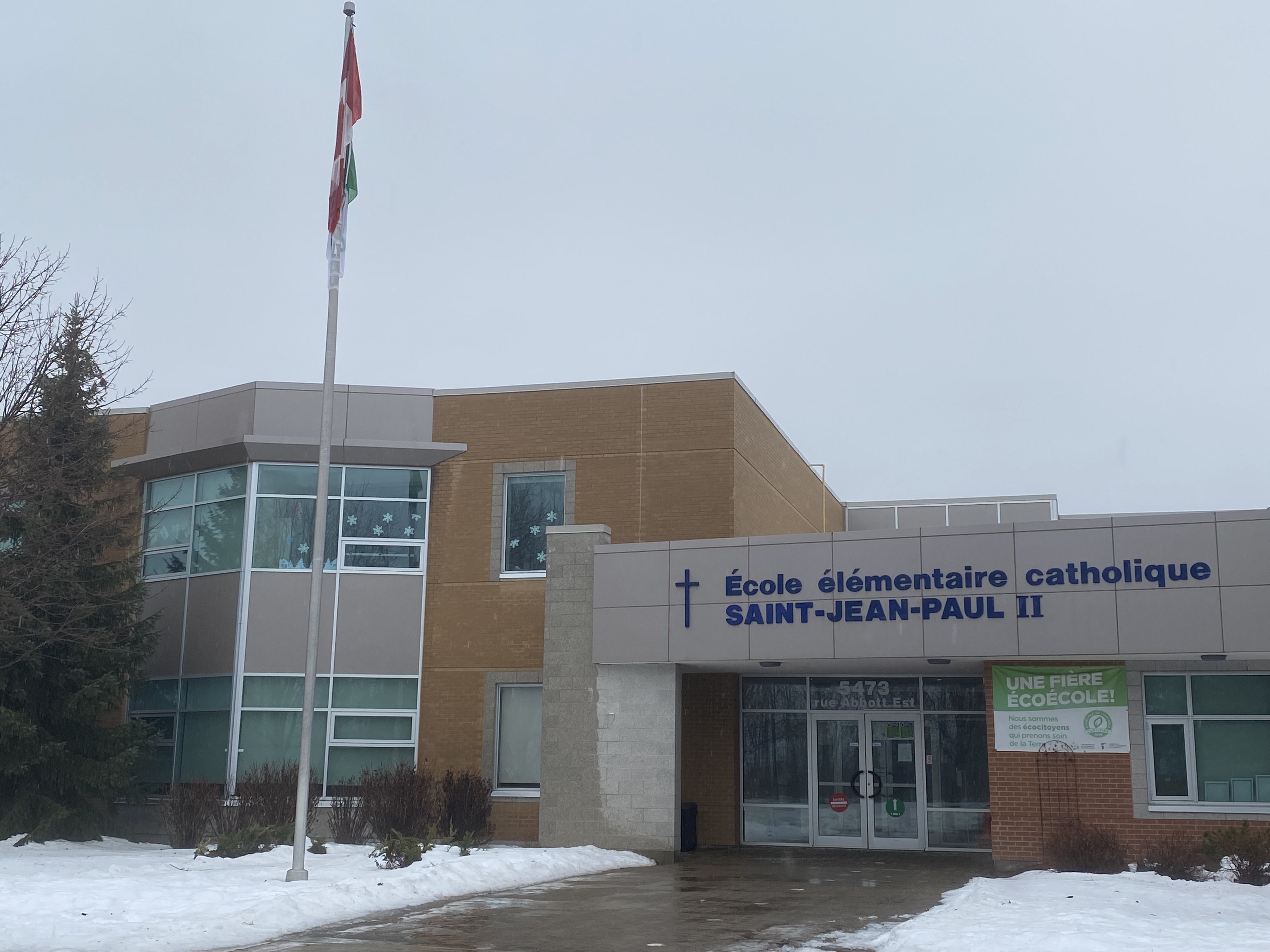
École élémentaire catholique Saint-Jean-Paul II

- Centre scolaire catholique Jeanne-Lajoie ;
- École catholique Sainte-Marguerite-Bourgeoys ;
- École élémentaire catholique Alain-Fortin ;
- École élémentaire catholique Arc-en-ciel ;
- École élémentaire catholique Au Cœur d’Ottawa ;
- École élémentaire catholique Bernard-Grandmaître ;
- École élémentaire catholique d'enseignement personnalisé Édouard-Bond ;
- École élémentaire catholique Saint-RémiÉcole élémentaire catholique d’enseignement personnalisé Lamoureux ;
- École élémentaire catholique de la Découverte ;
- École élémentaire catholique des Pins ;
- École élémentaire catholique des Pionniers ;
- École élémentaire catholique des Voyageurs ;
- École élémentaire catholique Élisabeth-Bruyère ;
- École élémentaire catholique George-Étienne-Cartier ;
- École élémentaire catholique Horizon-Jeunesse ;
- École élémentaire catholique Jean-Robert-Gauthier ;
- École élémentaire catholique J.-L.-Couroux ;
- École élémentaire catholique Jonathan-Pitre ;
- École élémentaire catholique Laurier-Carrière ;
- École élémentaire catholique La Vérendrye ;
- École élémentaire catholique l’Étoile-de-l’Est ;
- École élémentaire catholique Marius-Barbeau ;
- École élémentaire catholique Monseigneur-Rémi-Gaulin ;
- École élémentaire catholique Montfort ;
- École élémentaire catholique Notre-Dame-des-Champs ;
- École élémentaire catholique Notre-Place ;
- École élémentaire catholique Pierre-Elliott-Trudeau ;
- École élémentaire catholique Reine-des-Bois ;
- École élémentaire catholique Roger-Saint-Denis ;
- École élémentaire catholique Sainte-Anne ;
- École élémentaire catholique Sainte-Bernadette ;
- École élémentaire catholique Sainte-Geneviève ;
- École élémentaire catholique Sainte-Kateri ;
- École élémentaire catholique Sainte-Marie ;
- École élémentaire catholique Sainte-Thérèse-d’Avila ;
- École élémentaire catholique Saint-François-d’Assise ;
- École élémentaire catholique Saint-Guillaume ;
- École élémentaire catholique Saint-Jean-Paul II ;
- École élémentaire catholique Saint-Joseph d’Orléans ;
- École élémentaire catholique Saint-Rémi ;
- École élémentaire catholique Terre-des-Jeunes.

#### Écoles secondaires

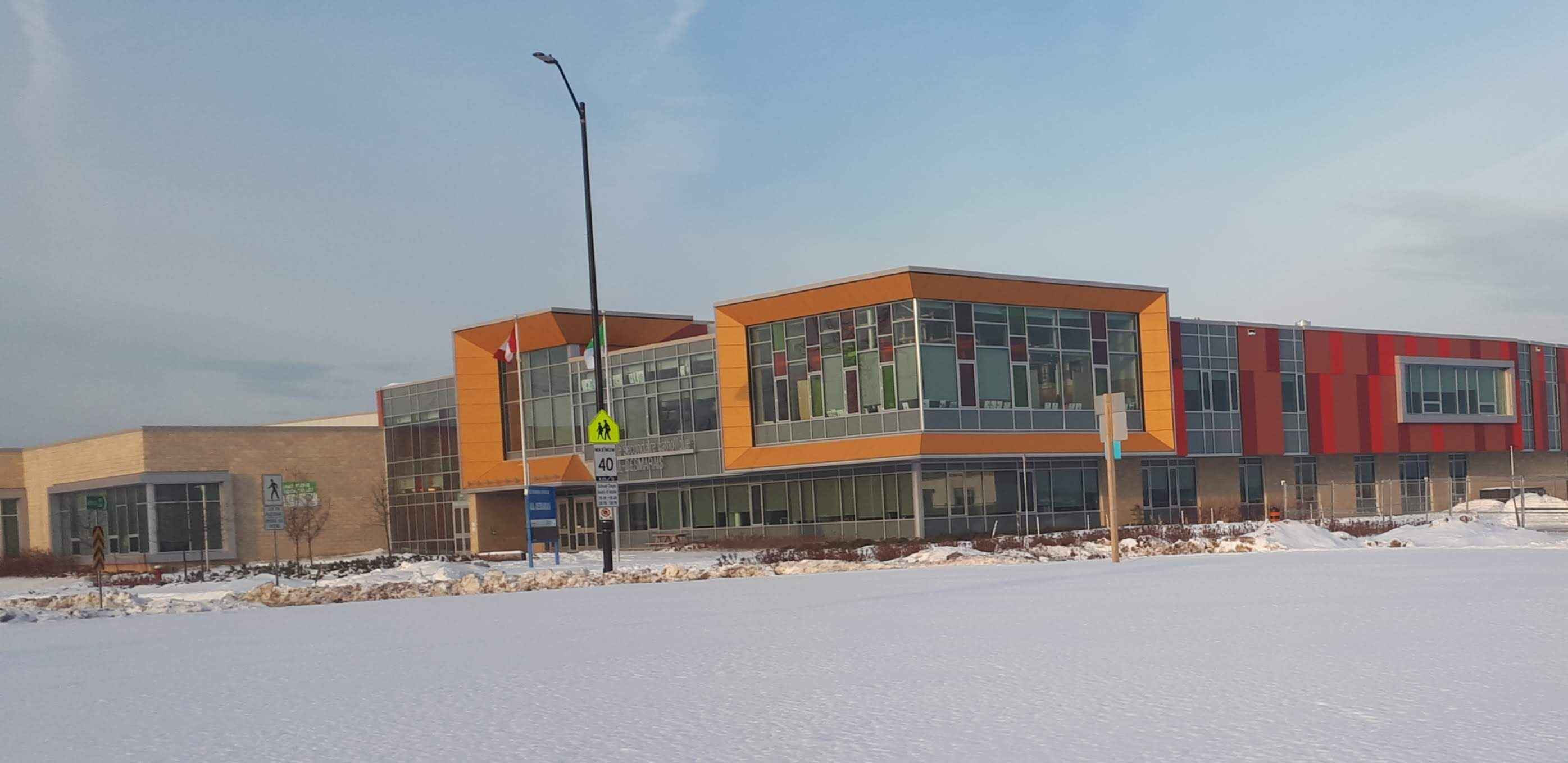
École secondaire catholique Paul-Desmarais à l'hiver 2020

- Académie catholique Ange-Gabriel ;
- Académie catholique Notre-Dame ;
- Centre scolaire catholique Jeanne-Lajoie ;
- Collège catholique Franco-Ouest ;
- Collège catholique Mer Bleue ;
- Collège catholique Samuel-Genest ;
- École secondaire catholique Béatrice-Desloges ;
- École secondaire catholique Franco-Cité ;
- École secondaire catholique Garneau ;
- École secondaire catholique Marie-Rivier ;
- École secondaire catholique Paul-Desmarais ;
- École secondaire catholique Pierre-Savard.

#### Écoles pour adulte
- Éducation permanente.